# Hekkie Budler
Hekkie Budler est un boxeur sud-africain né le 18 mai 1988 à Johannesbourg.

## Carrière
Passé professionnel en 2007, il remporte le titre vacant de champion du monde des poids pailles WBA le 1er mars 2014 après sa victoire par KO au premier round contre Karluis Diaz. 
Budler bat ensuite Pigmy Kokietgym le 21 juin 2014 par KO au 8e round puis Xiong Zhao Zhong aux points le 25 octobre 2014 et Jesús Silvestre le 21 février 2015. Budler enchaine par une nouvelle victoire aux points contre Simphiwe Khonco le 19 septembre 2015. Il est en revanche battu par Byron Rojas le 19 mars 2016 puis contre Milan Melindo le 16 septembre 2017 en mi-mouches.
Le sud-africain relance sa carrière l'année suivante en battant Ryoichi Taguchi le 20 mai 2018 dans un combat pour les titres WBA et IBF des poids mi-mouches. Il laisse peu après le titre IBF vacant puis cède le titre WBA le 31 décembre 2018 face à Hiroto Kyoguchi par arrêt de l'arbitre au 11e round.